# PATH (informàtica)
PATH és una variable d'entorn dels sistemes operatius POSIX i els sistemes de Microsoft, s'especifiquen les rutes en les quals l'intèrpret d'ordres ha de buscar els programes a executar.
Generalment és esmentada com a $PATH, en sistemes POSIX, o %PATH%, en sistemes de Microsoft, per diferenciar-la de la paraula "path" sinònim de "ruta".
Aquesta variable ha de contenir tots els directoris en els quals es vulgui que l'intèrpret busqui programes, sent l'ordre presa en compte al moment de la recerca. Mentre que en els sistemes POSIX és una llista separada per dos punts (:) i cada directori ha d'estar de manera explícita; en els sistemes de Microsoft el separador és punt i coma (;) i no té referència al directori de treball, ja que és implícit per al sistema i és el primer directori on l'intèrpret busca.
En els sistemes POSIX se sol evitar que PATH contingui la referència al directori de treball per qüestions de seguretat.
En Microsoft Windows es complementa amb la variable PATHEXT que especifica les extensions que han d'afegir-se a les ordres invocades per trobar els programes corresponents.

## Història
Multicses va originar la idea d'un camí de cerca. Els primers shells d'Unix només buscava noms de programes a /bin, però en Version 3 Unix el directori era massa gran i /usr/bin, i un camí de cerca, es va convertir en part del sistema operatiu.